# Vydrná
Vydrná (in ungherese Vidornya) è un comune della Slovacchia facente parte del distretto di Púchov, nella regione di Trenčín.